# Descomunização na Ucrânia

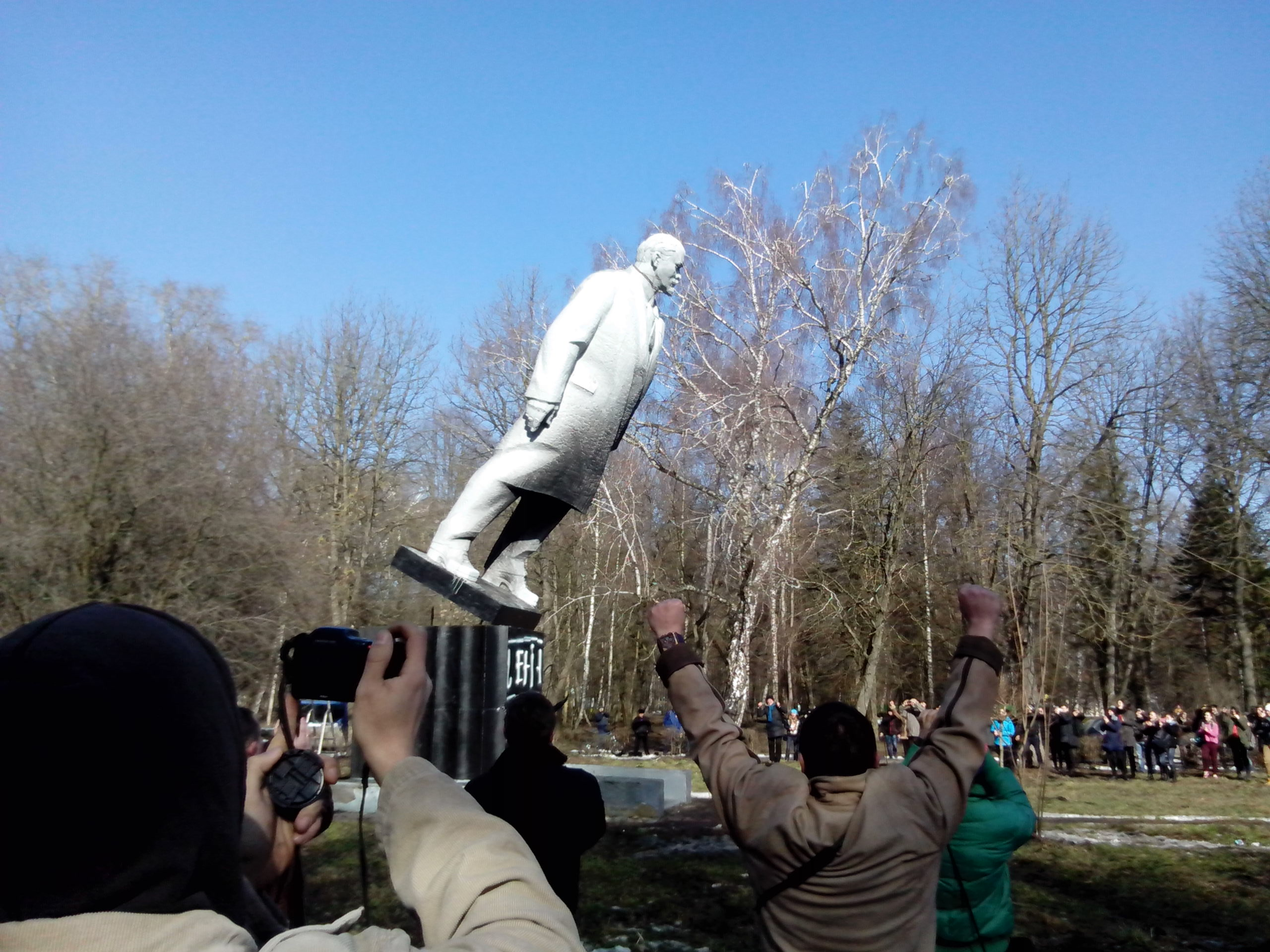
Estátua de Lenin sendo derrubada na cidade de Khmelnytskyi em 21 de Fevereiro de 2014.

Descomunização na Ucrânia (uc: Декомунізація в Україні) começou, em parte, após a dissolução da União Soviética e a independência em 1991, quando a região ocidental do país eliminou monumentos comunistas e renomeou ruas que tinham nomes de líderes soviéticos. A pressão para lidar com o passado comunista na euromaidan intensificou-se quando antigos opositores do presidente Víktor Yanukóvytch derrubaram a estátua de Lenin no centro de Kiev durante uma manifestação.
Em 9 de Abril de 2015, o Conselho Supremo da Ucrânia (parlamento) aprovou quatro leis de descomunização. As leis condenam "as práticas totalitárias do regime comunista" e proíbem "a promoção de líderes comunistas"; disponibiliza arquivos dos serviços secretos soviéticos para o público; reconhecem os membros da UPA (Exército Insurreto Ucraniano) e outros grupos "que enfrentaram o regime comunista pela liberdade e independência da Ucrânia".
Em 16 de Dezembro de 2015, o tribunal administrativo distrital de Kiev acionou o Ministério da Justiça da Ucrânia contra o KPU (Partido Comunista da Ucrânia) sobre a proibição das atividades deste, alegando que os comunistas lutam por uma mudança violenta da ordem constitucional do Estado, promovendo guerras e violência, incitando conflitos étnicos e ataques aos direitos humanos e liberdades. Com a participação do alto representante para os direitos humanos do Parlamento e, do KPU, a Ucrânia emitiu uma liminar neste sentido, válida para todo o país.

## Desenvolvimento do processo
O processo de descomunização iniciou-se na vida social e, na esfera da educação quando citações que exaltam a ideologia comunista, a história do Partido Comunista, etc. foram eliminadas dos currículos. Em prédios públicos e bases militares, foram extintas as "salas leninistas" (com literatura comunista, monumentos a Lenin e outros símbolos comunistas), que eram destinadas à "educação comunista" de trabalhadores e soldados. Também foram removidas estátuas de Lenin e de outros representantes comunistas.
Um dos primeiros monumentos do regime comunista na Ucrânia a ser demolido, foi monumento à Grande Revolução Socialista de Outubro, em Kiev. A demolição ocorreu de acordo com a decisão da câmara municipal em Setembro de 1991.
Durante a manifestação de 8 de Dezembro de 2013 em Kiev, o monumento a Lenin foi derrubado. Isso causou uma reação em massa em  todo o país, onde pessoas derrubaram os monumentos aos líderes soviéticos e símbolos comunistas.
Em 17 de Março de 2016, em Zaporizhzhya, a maior estátua de Lenin na Ucrânia foi removida. O trabalho para o desmantelamento do monumento durou mais de 24 horas. A documentação sobre a construção da estátua encontra-se em Moscou.
Em 15 de Dezembro de 2016, estava em curso a descomunização da avenida chamada Ivana Lepseho (revolucionário comunista soviético). A avenida foi rebatizada com o nome Václav Havel, primeiro presidente da República Tcheca. A mudança no nome da avenida de 5 km de extensão foi apoida pelos cidadãos numa petição cujo autor foi Zorjan Kis. Eventos festivos, onde uma placa foi revelada com um retrato Václav Havel, também contaram com a presença do ministro da cultura tcheco Daniel Herman, deputados do parlamento ucraniano, do oblast de Kiev e o diretor do Instituto Ucraniano da Memória Nacional, Volodymyr Vjatrovyč.

## Razões
O historiador Volodymyr Vjatrovyč, diretor do Instituto Ucraniano da Memória Nacional (Український інститут національної пам'яті), acredita que a falha na descomunização política na Ucrânia após a independência desta da União Soviética foi uma das causas que levaram Víktor Yanukóvytch ao poder, em cooperação com os comunistas. Admiradores de valores soviéticos (e não russos e ucranianos de língua russa, conforme a propaganda russa) são, atualmente, as principais reservas de grupos terroristas da República Popular de Donetsk e da  República Popular de Lugansk (ver: Guerra Civil no Leste da Ucrânia).

## Resultados

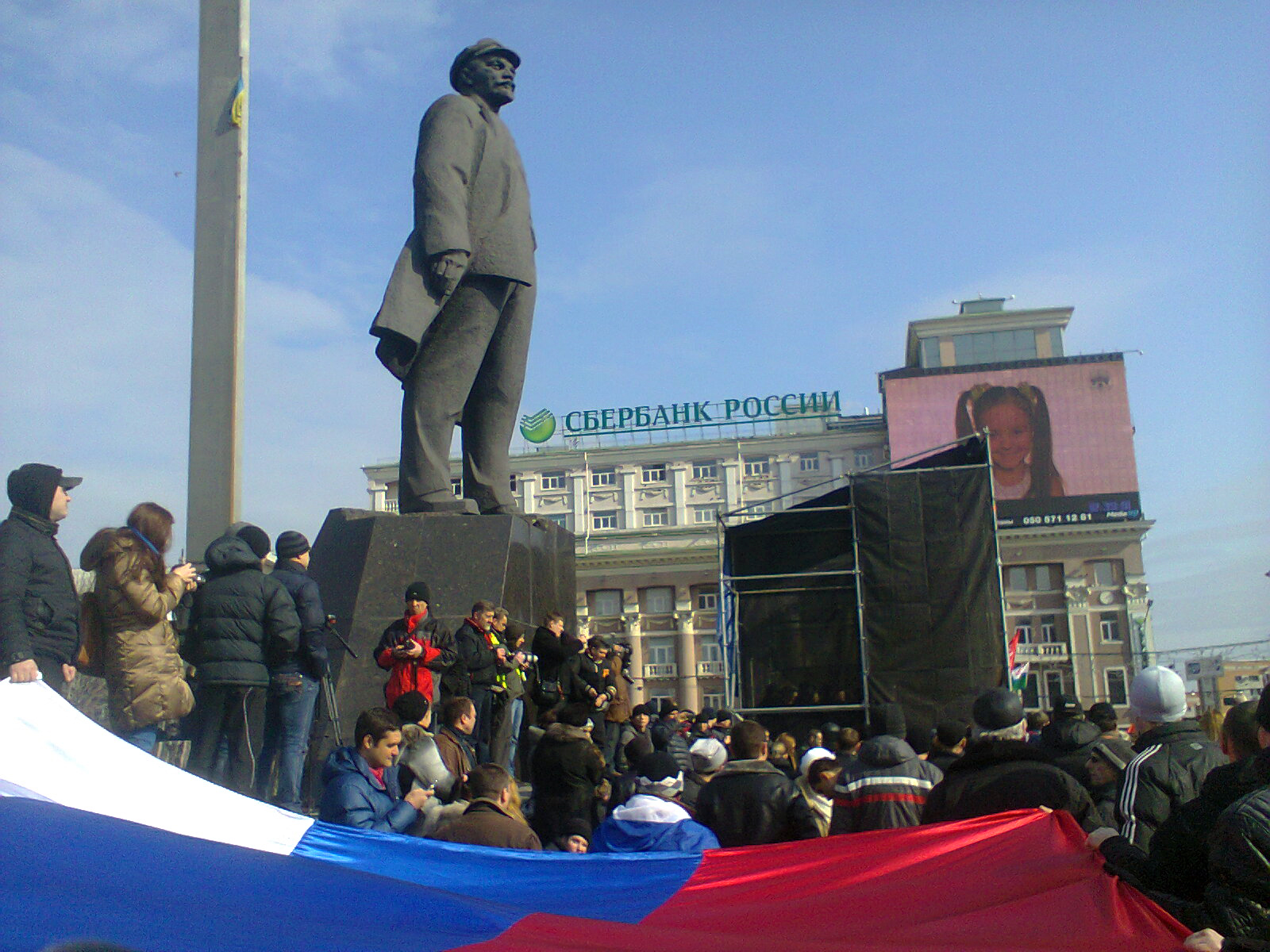
Manifestantes pró-Rússia na Praça Lenin em Donetsk em março de 2014. As regiões controladas pelos separatistas das repúblicas de Donetsk e Lugansk são as únicas áreas onde a descomunização pós-Euromaidan não ocorreu.

Em 27 de Dezembro de 2016, o Instituto Ucraniano da Memória Nacional publicou um estudo que apresenta os resultados da descomunização do país no ano de 2016. Durante 2016, 25 distritos, 51,493 ruas, 987 cidades e aldeias que tinham nomes de líderes comunistas ou que promoviam o comunismo, foram rebatizados. Além disso, foram removidos em 1320 monumentos a Lenin e estatuetas de 1069 outros líderes comunistas e símbolos associados.

O último monumento a Lenin, no território sob administração central da Ucrânia, foi removido 9 de Outubro de 2016 em Novhorod-Siverskyi. Em áreas de Lugansk e Donetsk e regiões controladas por separatistas, a descomunização foi barrada. Na Crimeia, anexada pela Rússia em 2015, a situação é semelhante e governo construiu um novo monumento com a imagem do ditador soviético Josef Stalin.